# 千葉県立我孫子特別支援学校
千葉県立我孫子特別支援学校（ちばけんりつ あびことくべつしえんがっこう）は、千葉県我孫子市に所在する特別支援学校。知的障害のある児童・生徒を対象とし、小学部および中学部を設置している。柏市の千葉県立沼南高柳高等学校内に、高等部職業科を設置した「清新分校」を有する。

## 沿革
- 1978年（昭和53年）4月：小学部・中学部・高等部を設置する養護学校として開校。
- 2010年（平成22年）4月1日：清新分校が千葉県立沼南高柳高等学校内に設置される。
- 2014年（平成26年）：高等部が千葉県立湖北特別支援学校として分離[1]。

## 通学区域
我孫子市、柏市（東部地区）、白井市、印西市（旧印旛・本埜地区を除く）

## 主な進学先
- 千葉県立湖北特別支援学校

## 清新分校
清新分校は、高等部普通科職業コースを設置し、定員は1学年16名。コース実習としてフードデザイン、メンテナンスサービス、ビジネスロジスティックの3分野を実施している。千葉県立沼南高柳高等学校との共同学習を行っている。

## 児童・生徒数
| 区分     | 学級 | 児童・生徒 |
| -------- | ---- | ---------- |
| 小学部   | 20   | 153名      |
| 中学部   | 9    | 63名       |
| 清新分校 | 6    | 48名       |
| 合計     | 35   | 264名      |

## 所在地
本校
〒270ｰ1112　千葉県我孫子市新木字大山下1685番地
清新分校
〒277-0941　千葉県柏市高柳995（沼南高柳高校内）

## アクセス
本校
- JR成田線「新木駅」より徒歩15分

清新分校
- 東武アーバンパークライン「高柳駅」より徒歩10分（沼南高柳高校内）